# Flávio Campos
Flávio Henrique de Paiva Campos (Rio de Janeiro, 29 de agosto de 1965), conhecido apenas como Flávio ou Flávio Campos, é um treinador de futebol e ex-futebolista brasileiro que atuava como volante. Atualmente está sem clube.

## Carreira
Revelado pelo Olaria, jogou também por Flamengo, São Paulo (foi bicampeão paulista em 1989 e 1991, mesmo ano em que venceu o Campeonato Brasileiro), Guarani, Vasco da Gama, Bragantino e América-SP, mas foi no Juventude, clube onde teve 3 passagens na segunda metade dos anos 1990, que Flávio viveu sua melhor fase, tendo vencido o Campeonato Gaúcho de 1998 e a Copa do Brasil de 1999, tendo jogado a final contra o Botafogo, sendo o capitão nos 2 títulos. Encerrou a carreira ainda em 1999, aos 33 anos.
As únicas experiências de Flávio fora do Brasil foram no Japão, onde jogou por Gamba Osaka e Kyoto Purple Sanga.

## Carreira de treinador
Após deixar os gramados, Flávio seguiu no Juventude como gerente de futebol e fez sua estreia como técnico ainda em 1999, na condição de interino - comandou o clube por 10 jogos até 2000. A segunda passagem do ex-volante pelo Ju foi entre maio e julho de 2007, com 11 jogos disputados (4 vitórias, 3 empates e 5 derrotas), sendo demitido após a equipe ser derrotada pelo Botafogo por 3 a 1.
Passou ainda por 15 de Novembro, Glória, Sampaio Corrêa (treinou o clube em 2005 e 2010), Remo (também com 2 passagens, em 2006 e 2009), Ulbra, Brasil de Pelotas (pediu demissão antes da temporada 2009), Lajeadense e Esportivo.
Em 2016, voltaria novamente ao Juventude para trabalhar como diretor-executivo de futebol do clube.

## Títulos

### Como jogador
São Paulo
- Campeonato Brasileiro: 1991
- Campeonato Paulista: 1989, 1991

Vasco
- Campeonato Carioca: 1992

Juventude
- Campeonato Gaúcho: 1998
- Copa do Brasil: 1999

### Como treinador
Sampaio Corrêa
- Campeonato Maranhense: 2010